# Фима Нишанджиева
Фима Димитрова Нишанджиева е българска революционерка, деятелка на Вътрешната македоно-одринска революционна организация.

## Биография
Нишанджиева е родена в 1861 или 1862 година в Кочани, тогава в Османската империя. Влиза във ВМОРО и поддържа връзки с войводите Симеон Клинчарски, Никола Сарафов, Ефрем Чучков, Никола Гулев и Тодор Александров. Къщата ѝ става явка и скривалище на нелегални дейци на революционната организация. Мъжът и синът ѝ, които също са дейци на революционната организация многократно попадат в затвора.
След като Кочани попада в Сърбия, Фима Нишанджиева се опитва да отстоява българщината.
Умира на 82 година на 1 февруари 1944 година в Кочани. На погребението ѝ присъстват областният директор на разположение Никола Коларов, околийският управител, кметът на Кочани Караколев и помощникът му Джидров, околийският агроном Йовчев, комендантът на града поручик Казанджиев, директорът на гимназията Гаврилов и всички видни граждани.